# Braeburn Lake
Der Braeburn Lake ist ein 5,62 km² großer See, der sich knapp 90 km nordnordwestlich von Whitehorse im kanadischen Yukon-Territorium befindet. Der See befindet sich in den Stammesgebieten der Ta'an Kwach'an, der Little Salmon/Carmacks First Nation, der Champagne and Aishihik First Nations sowie der Kwanlin Dun First Nation.

## Lage
Der Klondike Highway verläuft unweit vom Ostufer des Sees. Der Braeburn Lake besitzt eine Längsausdehnung in Nord-Süd-Richtung von 6 km sowie eine maximale Breite von 1,5 km. Der See liegt auf einer Höhe von 695 m. Er ist bis zu 50 m tief. Die mittlere Wassertiefe beträgt 14,3 m. Der Klusha Creek durchquert den See in nördlicher Richtung und fließt schließlich dem Nordenskiold River zu. Am nördlichen Seeende befindet sich eine öffentliche Bootsrampe.

## Seefauna
Bei einer Untersuchung im Jahr 2016 wurde festgestellt, dass die Seepopulationen von Amerikanischem Seesaibling und Heringsmaräne relativ klein sind und vor Überfischung geschützt werden sollten.